# Галини (код Светог Николе)
Галини (грч. Γαλήνη) је приморско насељено место у општини Ситонија у периферији Средишња Македонија, Грчка. Према попису из 2021. године било је 6 становника.
Насеље је подигнуто седамдесетих година 20. века и први пут се помиње на попису из 1981. године са два становника. Село се раније звало Карагаци.